# Chapelle Saint-Mayol du Veurdre
La chapelle Saint-Mayol est une chapelle située sur la commune du Veurdre, dans le département de l'Allier, en France.

## Historique
La chapelle faisait partie du prieuré de Saint-Mayol, possession du prieuré Saint-Pierre-et-Saint-Paul de Souvigny, lui-même dépendant de l'abbaye de Cluny. Le prieuré fut fondé dans la seconde moitié du XIIe siècle.
L'édifice est classé au titre des monuments historiques en 1974.